# Pokolenie 1898
Pokolenie 1898 (hiszp. Generación del 98) – generacja pisarzy i myślicieli hiszpańskich, urodzonych pomiędzy 1864 a 1880 rokiem, połączonych pokoleniowym doświadczeniem hiszpańskiej klęski w wojnie z USA i utraty hiszpańskich kolonii. Wydarzenie to wywołało ogólnonarodową atmosferę zniechęcenia i samokrytyki, a u młodego pokolenia potrzebę odpowiedzi na podstawowe pytania filozoficzne. Do pokolenia tego należeli m.in.: Antonio Machado, Manuel Machado, Juan Ramón Jiménez, Miguel de Unamuno, Ramón María del Valle Inclán.

## Nazwa pokolenia
Chociaż obserwacje dotyczące wspólnoty pokoleniowej młodych, pojawiały się już wcześniej (pisali o tym m.in. Andrés González Blanco i Gabriele Maura, nazywając to Generación del Desastre – pokoleniem klęski), to określenie Generación del 98 zostało stworzone przez pisarza José Martíneza Ruiza (piszącego pod pseudonimem Azorín) w 1913 roku, w artykule dla dziennika "ABC" i książce Clásicos y Modernos.

## Cechy Pokolenia 1898
Przedstawicieli tego pokolenia łączyło pragnienie odnowy ducha narodowego, poprzez odnowę jednostki. Ten ostatni cel usiłowali realizować poprzez ponowne zdefiniowanie podstawowych pojęć, takich jak: prawda, obowiązek, sens i cel istnienia. Odwoływali się także do tradycji kultury hiszpańskiej, w tym do hiszpańskiego romantyzmu i twórczości Cervantesa. Byli otwarci na idee europejskie, jednak przede wszystkim otaczali kultem Kastylię, uznając ten region za duchową stolicę Hiszpanii. Myśliciele tego pokolenia wyrażali również krytykę wobec konformizmu, który przypisywali środowiskom akademickim i artystycznym poprzedniej generacji.

## Działalność i twórczość
Członkowie Pokolenia 1898 podejmowali wspólne inicjatywy, m.in. protestowali przeciwko przyznaniu Nagrody Nobla José Echegaray w 1904 roku.
W dziedzinie poezji do istotnych dzieł tego pokolenia należą m.in. tomy: Soledades (Samotność) Antonia Machado (1903), Arias tristes (Smutne arie) i Diario de un poeta recíen casado (Dziennik poety świeżo poślubionego) Juana Ramona Jiméneza i Andanzas y visiones españolas (Wędrówki i widoki hiszpańskie) Miguela de Unamuno. W ramach prozy powstały m.in. utwory:  La voluntad (Wola) José Martínez Ruiza "Azorín" i cykl Sonatas (Sonaty) Ramóna Marii del Valle Inclán.